# Грей, Лоуренс
Лоуренс Грей (англ. Lawrence Gray; 28 июля 1898 — 2 февраля 1970) — американский актёр 1920-х и 1930-х годов.

## Биография
Грей родился в Сан-Франциско, Калифорния. Во время Первой мировой войны служил в Военно-морских силах США, но был уволен из-за проблем со здоровьем.
После войны он начал работать в технической команде на Lasky Studios, но позже стал статистом в массовых сценах, и, имея интерес к актёрской игре, решил начать карьеру актёра кино. Между 1925 и 1936 годами он снялся в более чем 40 фильмах, многие из них были фильмами категории «В».
В 1930 году он снялся вместе с Уинн Гибсон в главной роли в музыкальном фильме MGM «Дети удовольствия». Большую часть своей карьеры играл в водевилях.